# 6SN7

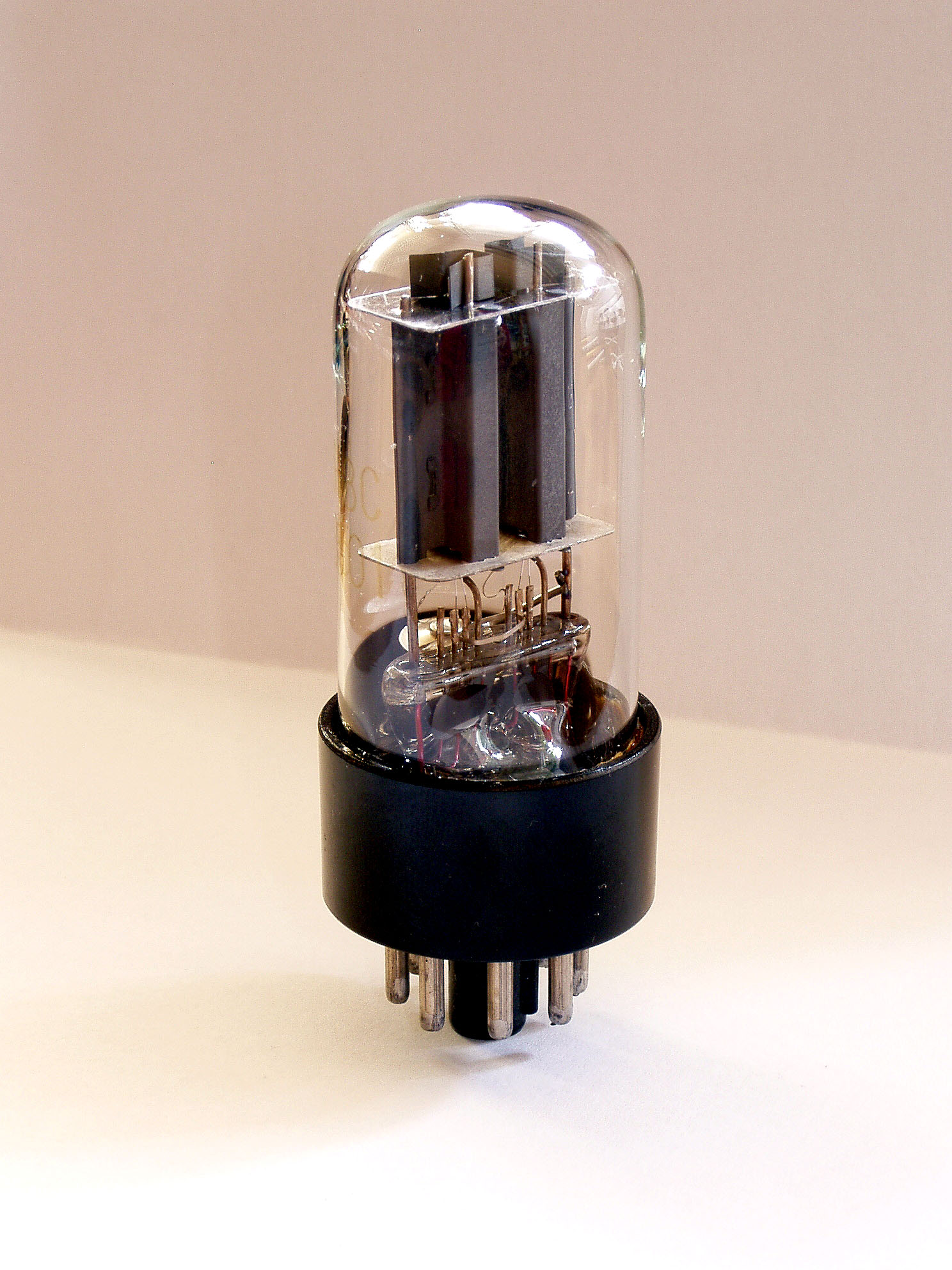
Eine 6SN7 GT aus russischer Fertigung

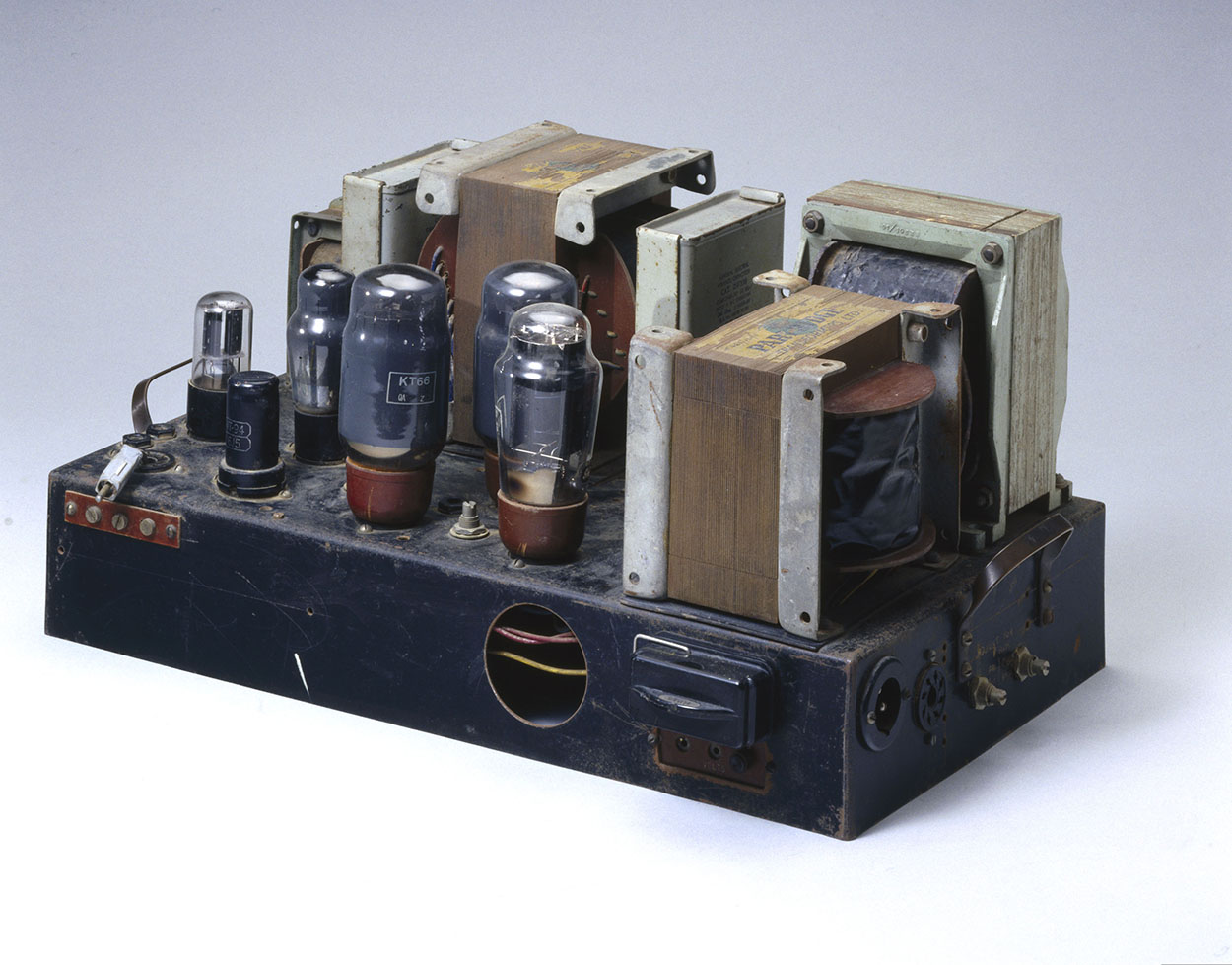
Williamson-Verstärker von 1949.

Die 6SN7 ist eine weit verbreitete Elektronenröhre (Doppel-Triode) mit einem Oktalsockel, bei der aus  Gründen der Raumökonomie die Triodensysteme zweier 6J5-Trioden in einer einzigen Röhre untergebracht wurden.
Sie erschien 1939 als Stahlröhre auf dem US-amerikanischen Röhrenmarkt, konnte sich aber erst 1941 als 6SN7GT mit einem Glasgehäuse durchsetzen. Zusammen mit ihren vielen späteren Varianten spielte sie in diesen Jahren in der Elektronikindustrie eine ähnlich wichtige Rolle wie ihre Nachfolger, die berühmten Miniatur-Doppeltrioden mit Novalsockel ECC81, ECC82 und ECC83.
In den mit zahlreichen Röhren bestückten Schwarzweiß-Fernsehgeräten aus der frühen Fernseh-Ära gehörte die 6SN7 wegen ihrer vielseitigen Einsatzmöglichkeiten zu den unersetzlichen Standardröhren der Röhrenindustrie.
Zu ihrer bekanntesten Anwendung gelangte die Röhre im englischen Williamson-Verstärker, einem der ersten Hi-Fi-tauglichen Verstärkerkonzepte, und im gigantischen IBM-SAGE Computersystem der fünfziger Jahre des letzten Jahrhunderts.
Die professionelle Variante der 6SN7 ist die 5692 (RCA).
Das russische/sowjetische Äquivalent der 6SN7 ist 6H8C (lateinisch 6N8S), funktionell analog ist die 6Н1П (lateinisch 6N1P).